# Coronel Pilar
Coronel Pilar est une municipalité brésilienne située dans l'État du Rio Grande do Sul.